# Cyrus Christie
Cyrus Sylvester Frederick Christie (Coventry, 30 settembre 1992) è un calciatore giamaicano naturalizzato irlandese, difensore dello Swansea City.

## Carriera

### Club
Ha sempre giocato in club inglesi.

### Nazionale
Ha esordito in Nazionale nel 2014, segnando la prima rete alla seconda presenza, durante un incontro di qualificazioni al campionato europeo del 2016.
Viene convocato per gli Europei 2016 in Francia.